# Nový Tekov
Nový Tekov (Hongaars: Újbars) is een Slowaakse gemeente in de regio Nitra, en maakt deel uit van het district Levice.
Nový Tekov telt 856 inwoners.

## Bevolkingssamenstelling door de jaren heen
Vanaf het moment dat er volkstellingen werden gehouden in Oostenrijk-Hongarije was de gemeente een vrijwel volledig Hongaarstalig dorp. In 1880 waren er 1175 inwoners waarvan er 975 Hongaren waren. Tijdens de volkstelling van 1910 waren er 986 Hongaren op een bevolking van 1241 personen.
In 1920 kwam het dorp samen met het hele noorden van Hongarije onder het bestuur van het nieuw gevormde land Tsjechoslowakije als gevolg van het Verdrag van Trianon. Tijdens de eerste volkstelling van dat land waren de Hongaren weer in de overgrote meerderheid met 1044 op een bevolking van 1288 personen.
In de jaren '30 van de twintigste eeuw kwam er een grote druk op alle minderheden in Tsjechoslowakije. In 1930 durfden vele Hongaren in de gemeente tijdens de volkstelling er niet meer voor uit te komen dat ze behoorden tot de Hongaarse gemeenschap. Tijdens dat jaar werden er 702 Hongaren en 508 Tsjechoslowaken geadministreerd op een bevolking van 1255 zielen. 
De regering van Hongarije was vanaf 1920 bezig om de verloren gegane gebieden met een overwegend Hongaarse bevolking terug te winnen. In samenwerking met de asmogendheden Italië en Duitsland werd in Wenen een grenscorrectie tussen Hongarije en Tsjechoslowakije afgedwongen tijdens de Eerste Scheidsrechterlijke Uitspraak van Wenen. Op 2 november 1938 werd Nový Tekov weer Hongaars en kreeg haar oude naam Újbars terug. In 1941 werden tijdens de volkstelling 1157 Hongaren geregistreerd op een bevolking van 1221 personen.  

### Einde van de Hongaarse geschiedenis van Újbars
De Tweede Wereldoorlog is in Hongarije lang buiten de deur gehouden doordat de Hongaren loyaal meewerken aan het beleid van Nazie-Duitsland. Maar uiteindelijk werd Hongarije in maart 1944 door Duitsland bezet. In 1945 al staan de Russen voor de deur en slaat een deel van de bevolking op de vlucht voor het rode leger. In 1946 worden de Beneš-decreten uitgevaardigd. Alle Hongaren (en Sudetenduitsers) worden beroofd van hun rechten en collectief schuldig verklaard aan de schade van de Tweede Wereldoorlog. Ze verliezen het recht op hun bezittingen (gronden etc.) en het plan was om alle Hongaren het land uit te zetten. Dit werd in het geval van de Hongaren internationaal afgekeurd, terwijl de Sudetenduitsers wel werden verdreven.
In 1947 werden bij de Vrede van Parijs de grenzen van Trianon weer afgedwongen en is het voorgoed gedaan met het Hongaars bestuur in Újbars dat weer terugkeert onder Tsjechoslowaaks bestuur. In Újbars dat dan weer Nový Tekov heet worden Hongaren gedwongen gedeporteerd naar Sudetenland, ze vluchten of worden tussen 1945 en 1948 uitgeruild met Slowaken uit Hongarije tijdens de Tsjechoslowaaks-Hongaarse bevolkingsruil.
In 1991 heeft de gemeente 969 inwoners, er zijn dan nog slechts 158 Hongaren, de Slowaken zijn met 791 personen de nieuwe meerderheid van de gemeente.